# 일본어 사전
일어사전은 일본어 단어·상용문 등을 설명하기 위해 제작된 사전이다. 일한사전은 일본어 단어를 한국어로 뜻을 풀어 놓은 사전이고, 한일사전은 한국어 단어를 일본어의 히라가나, 가타카나로 뜻을 풀어 놓은 사전이다. 대한민국과 마찬가지로 일본 내에서도 자국어 사전을 ‘국어사전(国語辞典 고쿠고지텐[*])’이라 부른다. 주로 50음 순으로 배열되어 있다.명자명자

## 일한사전의 종류
현재 대한민국에서 구할 수 있는 중사전만 표시하였다.
| 사전명              | 출판사       | 현재판(발행) | 초판발행 | 쪽수 | 비고 |
| ------------------- | ------------ | ------------ | -------- | ---- | ---- |
| 프라임 일한사전     | 두산동아     | 3판          |          | 2770 |      |
| 엣센스 일한사전     | 민중서림     | 3판(2001)    | 1973년   | 2832 |      |
| 뉴드림 일한사전     | 시사일본어사 | 초판(2000)   | 2000년   | 2616 |      |
| 엘리트 일한사전     | 시사영어사   | 2판          |          | 2575 |      |
| 뉴에이스 일한사전   | 금성출판사   | 2판(1993)    | 1987년   | 2266 |      |
| 뉴밀레니엄 일한사전 | 진명출판사   | 초판(1999)   | 1999년   | 2180 |      |
| 슈프림 일한사전     | 민중서관     |              |          | 2250 |      |
| 현대 일한사전       | 교학사       | 8판(2006)    | 1999년   | 2724 |      |
| 국학신일한사전      | 국학자료원   |              |          | 2128 |      |

## 한일사전의 종류
| 사전명                                    | 출판사     | 현재판(발행) | 초판발행 | 쪽수 | 비고 |
| ----------------------------------------- | ---------- | ------------ | -------- | ---- | ---- |
| 엣센스 한일사전                           | 민중서림   | 초판(1983)   | 1983년   | 2747 |      |
| 뉴에이스 한일사전                         | 금성출판사 |              |          | 2328 |      |
| 프라임 한일사전                           | 두산동아   | 2006년(2판)  | 1994년   | 2296 |      |
| 朝鮮語大辞典 (大阪外国語大学朝鮮語研究室) | 角川書店   |              | 1986년   |      |      |
| コスモス朝和辞典 (菅野 裕臣)              | 白水社     | 2판          | 1991년   | 1053 |      |
| 朝鮮語辞典                                | 小学館     |              | 1992년   | 2065 |      |

역사적 한일사전
- 1920년 조선어사전 (조선총독부)
- 1930년 선화신사전 (조선어연구회)